# Apostolska nunciatura v Bahrajnu
Apostolska nunciatura v Bahrajnu je diplomatsko prestavništvo (veleposlaništvo) Svetega sedeža v Bahrajnu.
Trenutni apostolski nuncij je Petar Antun Rajič.

## Seznam apostolskih nuncijev
- Giuseppe De Andrea (28. junij 2001 - 27. avgust 2005)
- Paul-Mounged El-Hachem (27. avgust 2005 - 2. december 2009)
- Petar Antun Rajič (2. december 2009 - danes)